# Yuki Sato (fotbollsspelare)
Yuki Sato (佐藤 悠希 Sato Yuki?), född 13 februari 1988 i Nara prefektur, är en japansk fotbollsspelare.
Sato spelade för AC Nagano Parceiro. Han spelade 207 ligamatcher för klubben.